# Télagon
Pour les articles homonymes, voir Blaireau (homonymie).
Mydaus javanensis
Espèce
Statut de conservation UICN

 LC  : Préoccupation mineure
Synonymes
- Mydaus meliceps

Le télagon (Mydaus javanensis) ou blaireau de Java est une petite moufette endémique de l'île de Java, qui ne mesure que 38 cm.
L'odeur des sécrétions de ses glandes est repoussante.